# رينج أوف أونر ريسلينج
رينج اوف اونر ريسلينج بالأنجليزية Ring of Honor Wrestling هو برنامج مصارعة محترفين تلفزيوني يتم انتاجه والترويج له من قبل اتحاد رينج اوف اونر (ROH). يقوم مصارعي الرينج اوف اونر بالتنافس في المباريات، إلى جانب مقابلات مع المصارعين. هذه العناصر مجتمعة تساهم في إنشاء ومواصلة العداوات القائمة علي السيناريوهات التي يقوم بكتابتها فريق الابداع.
تم تسجيل الحلقة التجريبية من البرنامج في يوم السبت الموافق الـ 28 من فبراير لعام 2009، وتم بثها علي التلفاز لأول مرة في يوم السبت الموافق الـ 21 من مارس 2009. تم بث العرض أسبوعيًا على شبكةHDNet في الولايات المتحدة. تم بث سلسلة حلقات «ROH علي شبكة HDNet» المائة والأخيرة في يوم الجمعة الموافق الـ 4 من أبريل لعام 2011.
عادت السلسلة تحت اسمها الجديد رينج اوف اونر ريسلينج أو أر اوه أتش ريسلينج "ROH Wrestling" على محطات مجموعة سينكلير بودكاست جروب بدءاً من يوم السبت الموافق الـ 24 سبتمبر 2011. في 27 مايو 2015، تم إعلان صفقة تلفزيونية مدتها 26 أسبوعًا بين اتحاد Ring of Honor وشبكة الكابل الأمريكية Destination America . حيث بدء بُث العرض في الفترة منذ 3 يونيو 2015 إلى 25 نوفمبر 2015، مع سلسلة الحلقة 218 (إجمالي 318) التي كانت أخر حلقة تم بثها علي الشبكة.

## الإنتاج
أعلن اتحاد حلبة الشرف أولاً عن شراكتها مع شبكة HDNet في مقالة تم نشرها على موقعها على الأنترنت في 26 يناير 2009. جاء في المقال أن HDNet ستبث عرض مصارعة تلفزيوني أسبوعي يضم مصارعي الاتحاد. أعلنوا لاحقًا أن تسجيلاتهم التليفزيونية الأولى ستتم في قاعة ذا ارينا في فيلادلفيا ، بنسلفانيا. بدأت عروض رينج اوف اونر Ring of Honor Wrestling في يوم السبت الموافق الـ 21 من مارس 2009 على شبكة HDNet . في 1 يوليو 2009، تم الإبلاغ عن أن شركة رينج اوف اون ر ألغت تسجيلات العروض التليفزيونية التي كان من المقرر أن تتم في 17 و 18 يوليو من نفس العام، وتم الإبلاغ عن أن القرار كان قرارًا اتخذته أدارة شبكة HDNet وليس أدارة الاتحاد. في 27 يوليو 2009 أعلن اتحاد حلبة الشرف ان عروضه الاسبوعية Ring of Honor Wrestling ستنتقل إلى ليالي الاثنين ابتداءً من 17 أغسطس من نفس العام  مع إعادة للعرض في وقت لاحق من نفس ليلة الاثنين. في 11 يناير 2011، أعلنت شركة رينج اوف اونر عن اقتراب نهاية عرضها الأسبوعي Ring of Honor Wrestling ، بعد انتهاء عقد الأتحاد مع شبكة HDNet الذي استمر لمدة عامين.و تم الأعلان عن موعد التسجيلات الاخيرة للعرض يومي 21 و 22 يناير 2011، وتم بث الحلقة المائة والأخيرة من عرض «ROH علي شبكة HDNet» في يوم الجمعة الموافق الـ 4 من أبريل لعام 2011.
في 21 مايو 2011، أعلن اتحاد حلبة الشرف عن استحواذ شركة سنكلير بودكاست جروب علي مع بقاء كاري سيلكين مع الاتحاد في منصب المدير تنفيذي للأتحاد. وتم استأنف تسجيل عرض الاتحاد الأسبوعي Ring of Honor Wrestling وتم بثه في سبتمبر 2011 عبر محطات سينيكلير، خاصةً في أوقات نهاية الأسبوع على محطاتها الكبري، وبعد الأخبار المحلية المتأخرة في وقت متأخر من الليل على البرامج التابعة للشبكات الأربع الكبرى التابعة للشركة سينكلير.
في 9 سبتمبر 2014، أعلن اتحاد رينج اوف اونر ان عرضه الاسبوعي Ring of Honor Wrestling سيتم البدء في توزيعه على المحطات في الأسواق غير التابعة لشركة سينكلير، حيث أصبحت شبكة WATL المملوكة لشركة جاينت في مدينة أتلانتا أول محطة غير تابعة لشركة سينكلير تبث عرض الاتحاد الاسبوعي Ring of Honor Wrestling وكانت أول حلقة يتم بثها علي الشبكة الجديدة في الـ 13 من سبتمبر لعام 2014.
في 27 مايو 2015، أعلن اتحاد ROH عن صفقة تلفزيونية مدتها 26 أسبوعًا مع شبكة Destination America ، بدءًا من 3 يونيو. تم بث البرنامج في الأصل مرتين يوم الأربعاء الأولي في 8 مساء ثم إعادة في 11 مساء. ومع ذلك، بعد أن كافح الاتحاد من أجل كسب المشاهدين، خسرت العروض Ring of Honor Wrestling فتحة وقت الذروة في أواخر يوليو 2015 وتم تخفيض بث العروض إلى بث واحد في 11 مساء. تم عرض الحلقة الأخيرة من العرض الاسبوعي علي شبكة ديستنيشن أمريكا في 25 نوفمبر 2015 حيث أن إدارة الأتحاد ضاقت زرعاً بنسبة المشاهدة التي تنخفض كل اسبوع.
في 2 ديسمبر 2015، تم بث عرض الرينج اوف اونر الأسبوعي Ring of Honor Wrestling لأول مرة على قناة كوميت التي تملكها شركة سنكلير.
في 20 أكتوبر 2016، أعلن اتحاد ROH أن عرضها الأسبوعي ستبث في البرتغال عبر قناة Sport TV .
في وقت لاحق من مايو 2017، أعلنت قناة DSport الهندية أنها ستبث عروض ROH الأسبوعية في الهند ابتداءً من 1 يونيو.
في 9 يوليو 2017، تم بث عرض الرينج اوف اونر الأسبوعي Ring of Honor Wrestling لأول مرة على قناة تشارج! التابعة لشركة سينكلير. وأُعلن أيضًا أن العرض ستم بثه أيضًا من خلال FITE TV ، وهو تطبيق جوال يسمح بالتقديم الخدمات عبر Wi-Fi على تلفزيون ذكي أو جهاز فك التشفير مثل Roku أو Chromecast  اعتبارًا من أكتوبر 2017 تم الإعلان عن توفير عروض الاتحاد كافة سواء الأسبوعية أو الشهرية علي هذا التطبيق.
و في 2018 تم الأعلان عن نقل عروض الرينج اوف اونر الأسبوعية Ring of Honor Wrestling لأول مرة على قناة ستيديوم  وفي نفس العام تم الأعلان عن نقل عروض الرينج اوف اونر الأسبوعية Ring of Honor Wrestling لأول مرة على قناة كوكس سبورتس تلفيجين وفي شهر مارس تم الإعلان عن أطلاق خدمة البث التابعة للأتحاد نادي الشرف (اونر كلوب) وتم توفير خدمة بث لعروض الرينج اوف اونر الأسبوعية Ring of Honor Wrestling علي الشبكة.

### شكل الحلقة
تشمل احداث كل حلقة حوالي 3 أو 4 مباريات بالأضافة إلي مقابلات مع المصارعين للحديث عن مبارياتهم أو عن عدواتهم وتنتهي العروض عادتاً بمبارة الحدث الرئيسي علي غرار كل عروض المصارعة الحرة.

### موقع التصوير
تم تسجيل جميع حلقات عروض الرينج اوف اونر الأسبوعية Ring of Honor Wrestling علي شبكة HDNet في The Arena في فيلادلفيا، بنسلفانيا بأستثناء 6 حلقات تم تسجيلها خارجها. حيث تم أستخدام هذه القاعة بشكل متكرر كمكان لأقامة عروض مصارعة المحترفين، وهو معروف بشكل بارز لاستضافته سابقًا للعديد من عروض اتحاد ECW خلال فترة الاتيود ايرا.
في سبتمبر 2010، أعلن اتحاد ROH أنهم سيقمون بتسجيلات تليفزيونية في حلبة ديفيس في لويزفيل بولاية كنتاكي يومي 9 و 10 ديسمبر في عام 2010، مما يمثل أول مرة يتم فيها تسجيل الأشرطة بعيدًا عن قاعة ذي أرينا. منذ ذلك الحين، تم تسجيل عروض Ring of Honor Wrestling في مواقع مختلفة في جميع أنحاء الولايات المتحدة وكندا معظمها في قاعة 2300 Arena وقاعة Centre Stage Atlanta.

## الحلقات الخاصة
| الحلقة                                               | التاريخ                         | الملاحظات |
| ---------------------------------------------------- | ------------------------------- | --- |
| أفضل مباريات عام 2009                                | 28 ديسمبر 2009                  | مقاطع مميزة من عروض الاتحاد لعام 2009.                                                                        |
| افضل مباريات 2010                                    | 27 ديسيمبر 2010                 | مقاطع مميزة من عروض الاتحاد لعام 2010.                                                                        |
| افضل مباريات عام 2011                                | 24 ديسيمبر 2011 30 ديسيمبر 2011 | مقاطع مميزة من عروض الاتحاد لعام2011.                                                                         |
| افضل مباريات عام 2012                                | 22 ديسمبر 2012 29 ديسيمبر 2012  | مقاطع مميزة من عروض الاتحاد لعام 2012.                                                                        |
| حياة وأوقات الأخوة بريسكو                            | 22 يونيو 2013                   | مقاطع مميزة من مباريات الأخوة بريسكو.                                                                         |
| افضل مباريات رينج اوف اونر تي في                     | 17 أغسطس 2013                   | مقاطع مميزة من مباريات العرض الاسبوعي بمناسبة عرض 100 حلقة من عروض الرينج اوف اونر الاسبوعية تحت اسم ROH TV.  |
| افضل مباريات آدم كول                                 | 21 ديسيمبر 2013                 | مقاطع مميزة من مباريات أدم كول.                                                                               |
| افضل مباريات عام 2013                                | 28 ديسيمبر 2013                 | مقاطع مميزة من عروض الاتحاد لعام 2013                                                                         |
| مراجعة عرض الأفضل في العالم 2014                     | 21 يونيو 2014                   | اول مراجعة لعرض شهري .                                                                                        |
| أفضل مباريات مايكل ألجين                             | 28 يونيو 2014                   | مقاطع مميزة من مباريات مايكل ألجين                                                                            |
| مراجعة عرض فاينال باتل 2014                          | 6 ديسيمبر 2014                  | ثاني مراجعة لعرض شهري.                                                                                        |
| أفضل مباريات عام 2014                                | 3 يناير 2015                    | مقاطع مميزة من عروض الاتحاد لعام 2014.                                                                        |
| مراجعة عرض الذكري الثانوية الثالث عشر لتأسيس الأتحاد | 28 فبراير 2015                  | ثالث مراجعة لعرض شهري.                                                                                        |
| افضل مباريات عام 2015                                | 30 ديسيمبر 2015                 | مقاطع مميزة من عروض الاتحاد لعام 2015.                                                                        |
| مراجعة لعروض الحروب العالمية 2016                    | 30 أبريل 2016                   | مراجعة لعروض الحروب العالمية                                                                                  |
| افضل مباريات جاي ليثل                                | 14 مايو 2016                    | مقاطع مميزة من مباريات جاي ليثل.                                                                              |
| أفضل مباريات فريق نادي الرصاص                        | 21 مايو 2016                    | مقاطع مميزة من مباريات فريق نادي الرصاص .                                                                     |
| خاص نساء الشرف                                       | 25 يونيو 2016                   | كل المباريات تنافس فيها فئة النساء الخاصة بالأتحاد .                                                          |
| أفضل مباريات رينج اوف اونر تي في                     | 2 يوليو 2016                    | مقاطع مميزة من مباريات العرض الاسبوعي بمناسبة عرض 250 حلقة من عروض الرينج اوف اونر الاسبوعية تحت اسم ROH TV . |
| أفضل مباريات عام 2016                                | 31 ديسيمبر 2016                 | مقاطع مميزة من عروض الاتحاد لعام 2016.                                                                        |
| أفضل مباريات عام 2017                                | 30 ديسيمبر 2017                 | مقاطع مميزة من عروض الاتحاد لعام 2017.                                                                        |
| أفضل مباريات عام 2018                                | 22 ديسيمبر 2018 29 ديسيمبر 2018 | مقاطع مميزة من عروض الاتحاد لعام 2018 .                                                                       |
| أفضل مباريات الأخوة بريسكو                           | 28 مارس 2020                    | مقاطع مميزة من مباريات الأخوة بريسكو .                                                                        |

| عنوان الحلقة                | تاريخ العرض  | نسبة المشاهدة | ملحوظة                                                   |
| --------------------------- | ------------ | ------------- | -------------------------------------------------------- |
| رينج اوف اونر على ديستينشين | 3 يونيو 2015 | 273000 مشاهد  | اول حلقة من عروض رينج اوف اونر علي شبكة ديستينيشن امريكا |

## القائمة
يشارك في عرض رينج اوف اونر ريسلينج المصارعون المميزون في اتحاد Ring Of Honor في عدوات وسيناريوهات مكتوبة مسبقاً وذلك عن طريق تصوير المصارعين على أنهم إما مكروهين أو محبوبين أو شخصيات اقل تميزاً في الأحداث غير النصية التي تؤدي إلى التوتر والتي تودي للإعلان عن مباراة مصارعة أو سلسلة من مباريات المصارعة.

### المعلقون
| المعلقون                                   | التاريخ |
| ------------------------------------------ | --- |
| مايك هوجيود وديف برازاك                    | من 21 مارس 2009 إلي 4 أبريل 2011 |
| كيفين كيلي وكاليب سيلتزير                  | من 1 ديسمبر 2012 إلي 6 أبريل 2013 |
| كيفين كيلي ومجموعة مختلفة من المعلقين      | من 13 أبريل 2013 إلي 11 مايو 2013 ومن 28 يناير 2017 إلي 18 فبراير 2017 |
| جاي ليثيل ورودريك سترونج                   | 17 أغسطس 2013 |
| كيفين كيلي ونايجل ماكغينيس                 | من 24 سبتمبر 2011 حتي 24 نوفمبر 2012 ومن 3 أغسطس 2013 حتي 2 نوفمبر 2013 21 ديسمبر 2013 ومن 2 أغسطس 2014 حتي 16 أغسطس 2014 11 أكتوبر 2014 و 25 أكتوبر 2014 15 أغسطس 2015 و 31 أكتوبر 2015 ومن 11 نوفمبر 2015 حتي 9 يناير 2016 ومن 6 فبراير 2016 حتي 20 فبراير 2016 ومن 28 مايو 2016 حتي 12 سبتمبر 2016 3 ديسمبر 2016 و 17 ديسمبر 2016 و من 7 يناير 2017 حتي 21 يناير 2017 |
| لاري ميرسير                                | 28 ديسمبر 2013 و 28 يونيو 2014 و 3 يناير 2015 |
| لاري ميرسير وماندي ليون                    | 21 يونيو 2014 و 6 ديسمبر 2014 و 28 فبراير 2015 |
| كيفين كيلي وستيف كورينو وبرينس نانا        | 30 أغسطس 2014 |
| كيفين كيلي وكابريس كولمان                  | من 13 سبتمبر 2014 حتي 20 سبتمبر 2014 |
| كيفين كيلي وكابريس كولمان ونايجل ماكغينيس  | 18 أكتوبر 2014 |
| كيفين كيلي وتروث مارتيني                   | 1 نوفمبر 2014 و 21 فبراير 2015 |
| كيفين كيلي وآدم كول                        | 11 أبريل 2015 |
| كيفين كيلي وستيف كورينو ونايجل ماكغينيس    | 24 يونيو 2015 و 24 ديسمبر 2016 |
| كيفين كيلي وستيف كورينو                    | من 18 مايو 2013 إلي 27 يوليو 2013 ومن 9 نوفمبر 2013 إلي 4 أكتوبر 2014 ومن 15 نوفمبر 2014 إلي 24 أكتوبر 2015 ومن 19 سبتمبر 2016 إلي 26 نوفمبر 2016 |
| كيفين كيلي ونايجل ماكغينيس ومارك بريسكو    | 4 نوفمبر 20152 ديسمبر 2015 |
| كيفين كيلي وبرنس نانا                      | 23 ديسمبر 2015 |
| ماندي ليون                                 | 30 ديسمبر 2015 |
| كيفين كيلي وماندي ليون                     | 14 مايو 2016 |
| كيفين كيلي                                 | 21 مايو 2016 و 2 يوليو 2016 و 31 ديسمبر 2016 |
| كيفين كيلي ومستر ريسلينج 3                 | 2 يناير 2016 ومن 16 يناير 2016 إلي 7 مايو 2016 |
| ايان ريكابوني ونايغيل ماكغينيس             | 25 يونيو 2016 و 10 ديسمبر 2016 |
| كيفين كيلي ومات تافين                      | 27 أغسطس 2016 |
| ايان ريكابوني وعدة معلقين مختلفين          | من 25 فبراير 2017 إلي 18 مارس 2017 |
| ايان ريكابوني وكيفين كيلي                  | من 25 مارس 2017 إلي 15 أبريل 2017 |
| ايان ريكابوني وكولت كابانا                 | من 22 أبريل 2017 إلي 11 أغسطس 2018 ومن 17 نوفمبر 2018 إلي 9 يوليو 2019 |
| كيفين كايلي وروكي روميرو                   | 20 مايو 2017 |
| ايان ريكابوني وريكو ديلا فيجا              | 22 يوليو 2017 و 5 أغسطس 2017 |
| ايان ريكابوني وجو كوف                      | 29 يوليو 2017 |
| ايان ريكابوني وبي جي ويتمير                | 19 أغسطس 2017 ومن 16 سبتمبر 2017 حتي 30 سبتمبر 2017و 28 أبريل 2018 و 12 مايو 2018 و 6 أكتوبر 2018 |
| ايان ريكابوني ومارتي سكرول                 | 9 سبتمبر 2017 |
| ايان ريكابوني وكابريس كولمان               | 5 مايو 2018 و 19 مايو 2018 و 15 سبتمبر 2018 ومن 20 أكتوبر 2018 حتي 10 نوفمبر 2018 |
| ايان ريكابوني وبي جي ويتمير وكابريس كولمان | 1 سبتمبر 2018 و 8 سبتمبر 2018 و 13 أكتوبر 2018 |
| ايان ريكابوني وكولت كابانا ومارتي سكورول   | 1 ديسمبر 2018 |
| ايان ريكابوني وكولت كابانا وكابريس كولمان  | 8 ديسمبر 2018 و 12 يناير 2019 و 16 فبراير 2019 |
| ايان ريكابوني                              | 22 ديسمبر 2018 و 29 ديسمبر 2018 21 ديسمبر 2019 و 28 ديسمبر 2019 |
| ايان ريكابوني وكوين ماكاي                  | منذ 2 أغسطس 2019 حتي الوقت الحاضر |

## البث

### تاريخ البث المحلي
| القناة (توقيت البث بـالتوقيت الشرقي)                                    | سنوات البث                |
| ----------------------------------------------------------------------- | ------------------------- |
| اتش دي نيت (الاثنين 10 مساءاً)                                           | من 2009 حتي 2011          |
| محطات سنكلير (اوقات الأجازة الأسبوعية)                                  | من 2011 إلى الوقت الحاضر  |
| ديستينشين أمريكا (الأربعاء الساعة 8 مساءاً)                              | 2015                      |
| ديستينشين أمريكا (الأربعاء الساعة 11 مساءاً)                             | 2015                      |
| شبكة نيو إنغلاند الرياضية (الخميس الساعة 2 صباحاً/2 مساءاً )              | من 2015 إلى الوقت الحاضر  |
| تلفزيون كوكس الرياضي (الأثنين الساعة 11 مساءاً و الجمعة الساعة 11 مساءاً) | من 2018 إلى الوقت الحاضر  |
| كوميت (الأربعاء الساعة 12 منتصف الليل)                                  | من 2015 حتي 2017          |
| تشارج! (السبت الساعة 11 مساءاً)                                          | من 2017 إلي 2018          |
| تشارج ! (السبت الساعة 10:30 مساءاً)                                      | من 2018 إلي 2019          |
| FITE TV (الأثنين الساعة 7 مساءاً)                                        | منذ 2017 إلى الوقت الحاضر |
| ستيديوم ( الأربعاء الساعة 11 مساءاً)                                     | منذ 2018 إلى الوقت الحاضر |
| تشارج (الأثنين الساعة 12 منتصف الليل)                                   | منذ 2019                  |
| فوكس سبورتس نتوركس ( الجمعة الساعة 11 مساءاً)                            | منذ 2019 إلى الوقت الحاضر |

في 11 فبراير 2010، تم الإعلان عن بث حلقة من برنامج رينج اوف اونر ريسلينج في إيطاليا على قناة Dahlia TV.
و في 9 سبتمبر 2014، أعلنت ROH أن برنامجها الرائد «رينج اوف اونر ريسلينج» سيتمبثه ‏ علي المحطات غير التابعة لـSinclair ، مع شركة جانيت المملوكة (الآن تيجان انك. ‏ وذلك علي قناة دبليو أيه تي أل في أتلانتا لتصبح أول محطة غير سينكلير تبث العروض وتم بث الحلقة الاولي في 13 سبتمبر 2014. في 27 مايو 2015، أعلنت ROH عن صفقة تليفزيونية مدتها 26 أسبوعًا مع قناة ديستنيشن أمريكا، تبدأ في 3 يونيو 2015. وتم بث البرنامج مرتين في الأصل يوم الأربعاء؛ أولاً عند الساعة 8 مساءً ثم بعد ذلك الإعادة في الساعة 11 مساءً. ومع ذلك، بعد صراعها لكسب المشاهدين، خسر البرنامج العديد من المشاهدين وفي أواخر يوليو وتم تخفيض العرض إلى بث واحد في الساعة 11 مساءً. وتم عرض الحلقة الأخيرة في 25 نوفمبر 2015 علي شبكة ديستينشن أمريكا.
في 2 ديسمبر 2015، بدأ عرض السلسلة في البث على المستوى الوطني على شبكة كوميت ‏ المملوكة لـسينكلير. وفي 9 يوليو 2017، تم نقل العرض إلى شبكة شقيقة تشارج!. أُعلن أيضًا أن البرنامج سيبدأ البث على منصة FITE TV.
بعد شراء سين كلير لـشبكات فوكس سبورت نتورك (التي تم إيقافها من قبل شركة والت ديزني بعد أستحواذ الأخيرة علي الأصول الرئيسية لشركة تونتي فرست سينتشوري فوكس وفي نوفمبر 2019 تم بث العروض علي شبكة RDS2 الكندية. وأدى ذلك إلى توفر عرض ROH في العديد من الأسواق الكبيرة حيث تفتقر سينكلير إلى محطات بث عبر الهواء.

### البث الدولي
| الدولة                  | الشبكة             | البث عبر الأنترنت |
| ----------------------- | ------------------ | ----------------- |
| كندا                    | Fight Network RDS2 | Fite TV           |
| إيطاليا                 | Dahlia TV          | Fite TV           |
| الهند                   | 1Sports            | Fite TV           |
| البرتغال                | Sport TV           | Fite TV           |
| المملكة المتحدة إيرلندا | Fight Network UK   | Fite TV           |

## روابط خارجية
- رينج أوف أونر ريسلينج على موقع IMDb (الإنجليزية)
- رينج أوف أونر ريسلينج على موقع ميتاكريتيك (الإنجليزية)
- رينج أوف أونر ريسلينج على موقع كينوبويسك (الروسية)
- رينج أوف أونر ريسلينج على موقع قاعدة بيانات الفيلم (الإنجليزية)
- الموقع الرسمي
- رينج اوف اونر ريسلينج على موقع FITE TV